# Полексич, Вукашин
Вукаши́н Поле́ксич (черног. Вукашин Полексић; род. 30 августа 1982, Никшич, Югославия) — югославский и черногорский футболист, вратарь.

## Биография
Вукашин профессиональную карьеру начал в 2000 году в команде «Сутьеска» из Никшича, где он сразу же завоевал место в основе. В течение двух сезонов провёл 57 матчей в лиге. Потом был отдан в «Лечче», но в течение двух сезонов принял участие всего в восьми поединках Серии B. Летом 2004 года вернулся в «Сутьеску», а после переехал в Венгрию в «Татабанью». В течение двух сезонов провёл 52 матча в чемпионате Венгрии. В 2008 году перебрался в «Дебрецен».
8 мая 2002 года дебютировал за сборную Югославии в матче против Эквадора. 24 марта 2008 года дебютировал за сборную Черногории в матче против Венгрии (2:1).

## Достижения
- Чемпион Венгрии: 2011/12
- Обладатель Кубка Венгрии (2): 2011/12, 2012/13